# Thục Sơn kiếm hiệp truyện
Thục Sơn kiếm hiệp truyện (phồn thể: 蜀山劍俠傳; giản thể: 蜀山剑侠传; bính âm: Shǔshān jiànxiá zhuàn; Wade–Giles: Shu3-shan1 chien4-hsia2 chuan4) là tiểu thuyết tiên hiệp trường thiên chưa hoàn thành do nhà văn người Tứ Xuyên Hoàn Châu Lâu Chủ sáng tác vào năm 1932. Tác phẩm này về sau được dựng thành phim điện ảnh năm 1983 mang tên Tân Thục Sơn kiếm hiệp.

## Bối cảnh
Thục Sơn kiếm hiệp truyện là cuốn tiểu thuyết pha trộn thể loại thần thoại, chí quái, kiếm tiên và võ hiệp lấy Trung Quốc thời giả tưởng làm chủ đề. Hệ thống tư tưởng của nó là sản phẩm của sự kết hợp giữa chủ thuyết ba nhà Nho giáo, Phật giáo và Đạo giáo. Bối cảnh của câu chuyện trong tác phẩm này là hai phe chính tà sẽ có một trận quyết chiến - cuộc đấu kiếm Nga Mi lần thứ ba. Cuộc đấu kiếm này là trận so tài cuối cùng giữa hai phe chính đạo và tà đạo, và mọi thứ ân oán từ trước đến nay giữa đôi bên đều được giải quyết tại đây.

## Sáng tác
Tiểu thuyết bao gồm phần tiền truyện, chính truyện, biệt truyện và hậu truyện, với 5 triệu chữ, và phần chính truyện có tổng cộng 329 hồi. Tác giả bắt đầu sáng tác từ năm 1930, mãi đến năm 1948 mới hoàn thành. Sau năm 1949, Đảng Cộng sản Trung Quốc chính thức lên nắm quyền kiểm soát đại lục, tác giả buộc phải ngừng cập nhật tác phẩm này.

## Chuyển thể
Thục Sơn kiếm hiệp truyện được chuyển thể thành rất nhiều phiên bản, từ truyền hình cho đến điện ảnh:
- Tân Thục Sơn kiếm hiệp (phim Hồng Kông năm 1983)
- Thục Sơn kỳ hiệp (phim truyền hình Hồng Kông năm 1990)
- Thục Sơn kỳ hiệp chi tiên lữ kỳ duyên (phim truyền hình Hồng Kông năm 1991)
- Thục Sơn truyện (phim Hồng Kông năm 2001)
- Thục Sơn chiến kỷ chi kiếm hiệp truyền kỳ (phim truyền hình Trung Quốc năm 2015)